# 223685 Hartopp
223685 Hartopp este un asteroid din centura principală de asteroizi.

## Descriere
223685 Hartopp este un asteroid din centura principală de asteroizi. A fost descoperit pe 18 august 2004 la Begues de José Manteca. Asteroidul prezintă o orbită caracterizată de o semiaxă mare de 2,78 ua, o excentricitate de 0,11 și o înclinație de 14,0° în raport cu ecliptica.